# Cynthia Viteri
Cynthia Fernanda Viteri Jiménez (Guayaquil, 19 de noviembre de 1965) es una abogada, periodista y política ecuatoriana. Fue alcaldesa de Guayaquil, desde el 14 de mayo de 2019 hasta el 14 de mayo de 2023.

## Biografía
Nació en Guayaquil el 19 de noviembre de 1965. Hija de José Viteri Peña y de María Leonor Jiménez Campuzano, primera mujer intendente de Policía de la provincia del Guayas. Estudió en la Unidad Educativa La Inmaculada, institución que tuvo que dejar luego de quedar embarazada a los 16 años. Terminó sus estudios secundarios en el Colegio Indoamérica.
Tras graduarse en Jurisprudencia en la Universidad de Guayaquil, se dedicó al periodismo como reportera del programa Minuto a minuto, en el año 1989, y presentadora de noticias en Telesistema (ahora RTS), Teleamazonas y Telecentro (ahora TC Televisión), luego pasó al Departamento de Comunicación del Municipio de Guayaquil en 1992, durante la administración municipal de León Febres Cordero Ribadeneyra, y más tarde se convirtió en la jefa de prensa de la campaña presidencial de Jaime Nebot.

## Vida política

### Inicios en la política
Hizo su incursión en la política en 1997 y resultó elegida a la Asamblea Nacional Constituyente de 1998 por el Partido Social Cristiano. En la misma fue presidenta de la Comisión Especial Sexta: Salud, seguridad social y trabajo.
Fue elegida diputada nacional por la provincia del Guayas bajo el auspicio del Partido Social Cristiano en 1998, siendo miembro durante ese período de la comisión de Salud, Medio Ambiente y Protección Ecológica del Congreso Nacional. En las elecciones legislativas de 2002, fue reelegida al cargo, pasando a ser presidenta de la Comisión Especializada Permanente de lo Civil y Penal.
Durante la rebelión de los forajidos y el derrocamiento del presidente Lucio Gutiérrez, fue elegida vicepresidenta del Congreso y fue una de los diputados agredidos por la multitud que se tomó el edificio CIESPAL, donde poco antes se había votado a favor de cesar al presidente Gutiérrez. Como vicepresidenta del Legislativo, y ante la destitución de Omar Quintana Baquerizo como presidente, fue nombrada presidenta encargada del Congreso, y posesionó al presidente Alfredo Palacio, así como a su vicepresidente, Alejandro Serrano Aguilar. Duró en la función encargada hasta la posesión de Wilfrido Lucero como presidente del organismo, y ejerció la vicepresidencia del Congreso hasta mayo de 2006.

### Primera candidatura presidencial
Luego de la especulación generada por la posibilidad de que el entonces alcalde de Guayaquil, Jaime Nebot, se candidatice a presidente en las elecciones presidenciales de 2006; se anunció que sería Viteri la candidata a presidente por el Partido Social Cristiano, renunciando a su curul en el Congreso Nacional. Esta postulación fue oficializada por el consejo político del Partido Social Cristiano que se había reunido en abril, en la ciudad de Guayaquil, para definir a sus candidatos a las elecciones en 2006. Oficializada su candidatura, y al haber terminado el período de postulaciones en el Tribunal Supremo Electoral, quedó como la única mujer en búsqueda de la presidencia en aquel año. Con esto, se convirtió en la primera mujer en obtener la candidatura presidencial por parte de su partido político.
Su plan de gobierno indicaba como principales ejes la construcción de viviendas bajo un esquema similar al de la administración socialcristiana en Guayaquil, que a su vez fortalecería la generación de empleos. Asimismo, la construcción de centros educativos y provisión de tecnología para estos, como la conformación de entidades bancarias destinadas a la entrega de microcréditos que favorezcan a emprendedores. La salud y educación en su propuesta eran mencionados primordialmente como gratuitos.
Viteri se posicionaba como una de las favoritas a inicios de la campaña, aunque tras las votaciones alcanzó el quinto lugar en los resultados finales, con aproximadamente el 9 % de votos válidos.

### Como asambleísta nacional

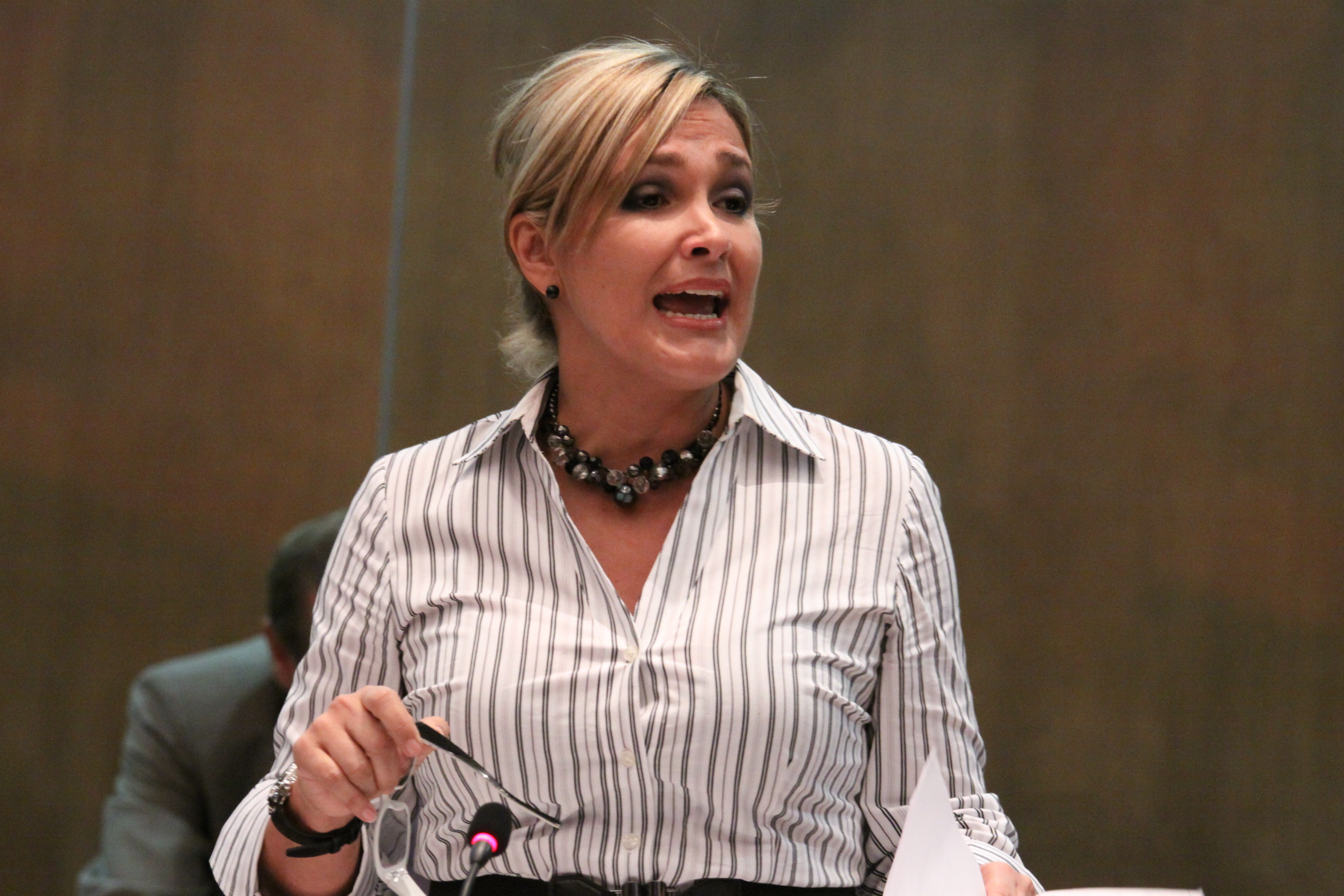
Viteri en sus labores como asambleísta en 2010.

Fue elegida asambleísta de la provincia de Guayas por la alianza entre el Partido Social Cristiano y el Movimiento Cívico Madera de Guerrero en las elecciones legislativas de 2009, obteniendo además la mayor cantidad de votos unipersonales, con alrededor de 150 000 votos. Durante este período, se posicionó como una de las más notorias opositoras del Gobierno e impulsó principalmente reformas de tipo penal.
En abril de 2011, criticó fuertemente al presidente Rafael Correa, tildándolo de ignorante en una carta remitida a los medios de comunicación como respuesta a las declaraciones emitidas por el presidente en contra de la madre de Viteri, que en esa época era presidenta de la Corte de Justicia de Guayaquil y se había pronunciado en el Caso El Universo. Un grupo de asambleístas de Alianza País respondió a los pocos días criticando a su vez a Viteri. El presidente Correa reprochó a los medios de comunicación a través de la red social Twitter por publicar la carta y aseveró que la asambleísta se escudaba en su inmunidad parlamentaria para hacer las declaraciones.
En el 2013, era la principal mocionada por su partido para la prefectura del Guayas. Ella declinó esta propuesta, escogiendo continuar en su rol de asambleísta. Esto permitió que participara en las elecciones legislativas de ese año, encabezando la lista de Asambleístas Nacionales por el Partido Social Cristiano y resultó reelegida.
El 28 de junio de 2016, el Partido Social Cristiano y el Movimiento Madera de Guerrero propuso a Viteri como precandidata presidencial de la agrupación La Unidad para las elecciones de 2017, esperando a que su nombre sea considerado por los demás partidos integrantes de la misma, hasta el mes de octubre en cuando se definiría quién sería el candidato oficial.
Durante este tiempo, recibió una invitación por parte de Henrique Capriles y Enrique Márquez, en ese entonces vicepresidente de la Asamblea Nacional de Venezuela, para dialogar en aquel país. El 25 de agosto de 2016, se reunió con los líderes de la Mesa de la Unidad Democrática para analizar el panorama político de Venezuela y Ecuador. Luego de ello, pasó a una conversación con Capriles sobre temas democráticos. El 26 de agosto, desayunó junto con Jesús Torrealba y se reunió con Mitzy Capriles de Ledesma. Cuando esperaba a Lilian Tintori, esposa de Leopoldo López, en las afueras de la cárcel de Ramo Verde para dialogar, el Servicio Bolivariano de Inteligencia Nacional la retuvo junto con su comitiva, quitándoles sus pasaportes y llevándolos escoltados hasta el aeropuerto mientras se movilizaban en sus transportes. A ella la acompañaban Susana González Rosado, Henry Cucalón, Vicente Taiano Basante y Carlos Falquez. La Asamblea Nacional de Ecuador declaró que ella no se encontraba ejerciendo función de representante oficial, así como su colega Henry Cucalón, y ella expresó su rechazo, indicando que la «Asamblea Nacional gobiernista ha perdido todo vestigio de dignidad y vergüenza». Enrique Márquez señaló este acto como un «atropello».

### Segunda candidatura presidencial

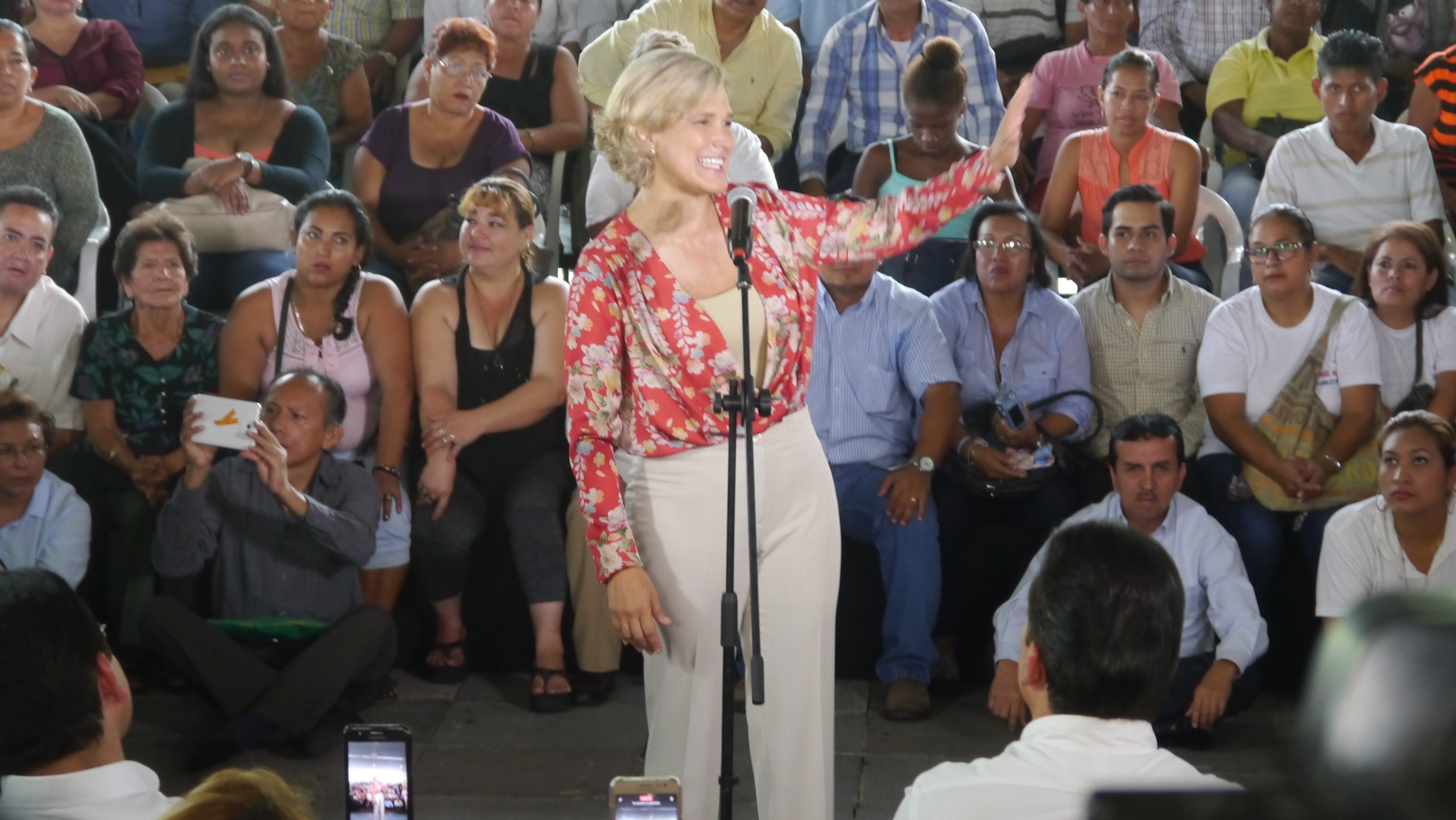
Viteri en el tiempo de la campaña electoral de 2017

En octubre de 2016, pasó por el primer proceso de evaluación de encuestas para obtener la nominación oficial como candidata por parte de La Unidad, siendo ella anunciada públicamente como la candidata por la coalición; aunque esta agrupación se disolvió en ese mes, postuló finalmente su candidatura por el Partido Social Cristiano sin aliados. Con su candidatura definida, renunció en el mes de noviembre de 2016 a su curul como asambleísta para dedicarse de lleno a su campaña política.
La tendencia de intención de voto de Viteri se manifestó como oscilante en torno al segundo lugar, disputándolo con Guillermo Lasso y detrás de Lenín Moreno; sin embargo la primera registró una tendencia en crecimiento hacia el último período de publicación de encuestas. Desde que Jaime Nebot anunció públicamente la intención de presentar la candidatura de Viteri tras verificar que las encuestas en junio de 2016 la presentaban en segundo lugar comparándola contra Jorge Glas y Lasso, la opinión pública y mediática mantuvo su nombre en esta segunda posición hasta diciembre de 2016, y luego nuevamente en mediados de enero de 2017, a un mes de las elecciones.
Tras las elecciones del 19 de febrero de 2017, obtuvo el tercer lugar en las votaciones generales a la presidencia. El mismo día, a pocos minutos de finalizar la jornada electoral y que en el país se procediera al cierre de urnas de voto, ofreció declaraciones en favor de una segunda vuelta electoral, en donde ella manifestó su respaldo a la candidatura de Lasso, quien finalmente no superó la elección final. Viteri alcanzó un aproximado total de alrededor de 1 400 000 votos válidos, contabilizados hasta el día posterior de las elecciones. Con este resultado, Viteri lideró al Partido Social Cristiano en su mejor votación histórica desde 2002.
Una vez terminado el período de elecciones de 2017, ingresó a trabajar al Municipio de Guayaquil como Asesora en Gestión Comunitaria.

### Candidatura a la alcaldía de Guayaquil
A inicios de 2018, contando alrededor de un año hacia las elecciones municipales de Guayaquil de 2019, se mencionaba su nombre como una de las opciones a la candidatura a la alcaldía de Guayaquil, junto con el de Doménica Tabacchi por el Partido Social Cristiano, para suceder a Jaime Nebot. Esto se debió a que cuando Viteri fue candidata presidencial en los anteriores comicios, su resultado en Guayaquil durante la primera vuelta alcanzó cerca del 29 % de la elección, siendo ubicada en el segundo lugar, detrás del candidato oficialista. El mismo alcalde hacía mención a ambas durante sus entrevistas con medios radiales de Guayaquil como las principales opciones discutidas dentro de las filas del Partido Social Cristiano por «su amplia trayectoria, seriedad y compromiso».
Tras un tiempo de espera, en el mes de mayo de 2018, la vicealcaldesa Doménica Tabacchi anunció finalmente su declinación a la precandidatura a la alcaldía, endosando de esta manera su apoyo a Viteri, quien durante ese tiempo se perfilaba como la única aspirante a la candidatura por el Partido Social Cristiano en Guayaquil.
El Partido Social Cristiano comunicó su intención de presentar a Viteri como su candidata a la alcaldía de Guayaquil durante la etapa preelectoral de las elecciones municipales, realizando un acto público el 15 de agosto de 2018, en la Plaza de los Donantes del Malecón 2000, en compañía del alcalde Jaime Nebot y la vicealcaldesa Doménica Tabacchi. Finalmente, esta moción se confirmó durante el proceso interno de elecciones primarias entre los adherentes al Partido Social Cristiano, realizado el día 8 de diciembre de 2018, apenas días antes de la finalización de inscripciones de candidaturas oficiales ante el Consejo Nacional Electoral.
El 12 de diciembre de 2018, inscribió de manera oficial su candidatura ante el Consejo Nacional Electoral, en la Delegación Provincial del Guayas. A este acto acudió en compañía de los candidatos a concejales de su partido para la ciudad de Guayaquil. Con esto, se convirtió además en la primera candidata a la Alcaldía de Guayaquil en oficializar ante el ente rector electoral su postulación.
Los principales motivos de su campaña se basaban en la obra social realizada previamente por la alcaldía de Jaime Nebot, la de León Febres-Cordero y el equipo de concejales representantes del Partido Social Cristiano durante sus administraciones. Jingles como #TodosPorGuayaquil y #SigueGuayaquilSigue determinaron el curso de su participación en la contienda electoral.
Entre las principales propuestas que comunicó al electorado se encontraban retomar el plan Más Seguridad, iniciativa de las primeras administraciones de Nebot, así como centros de desintoxicación y rehabilitación de las drogas, además de proyectos que impulsen el emprendimiento ordenado.

### Alcaldía de Guayaquil

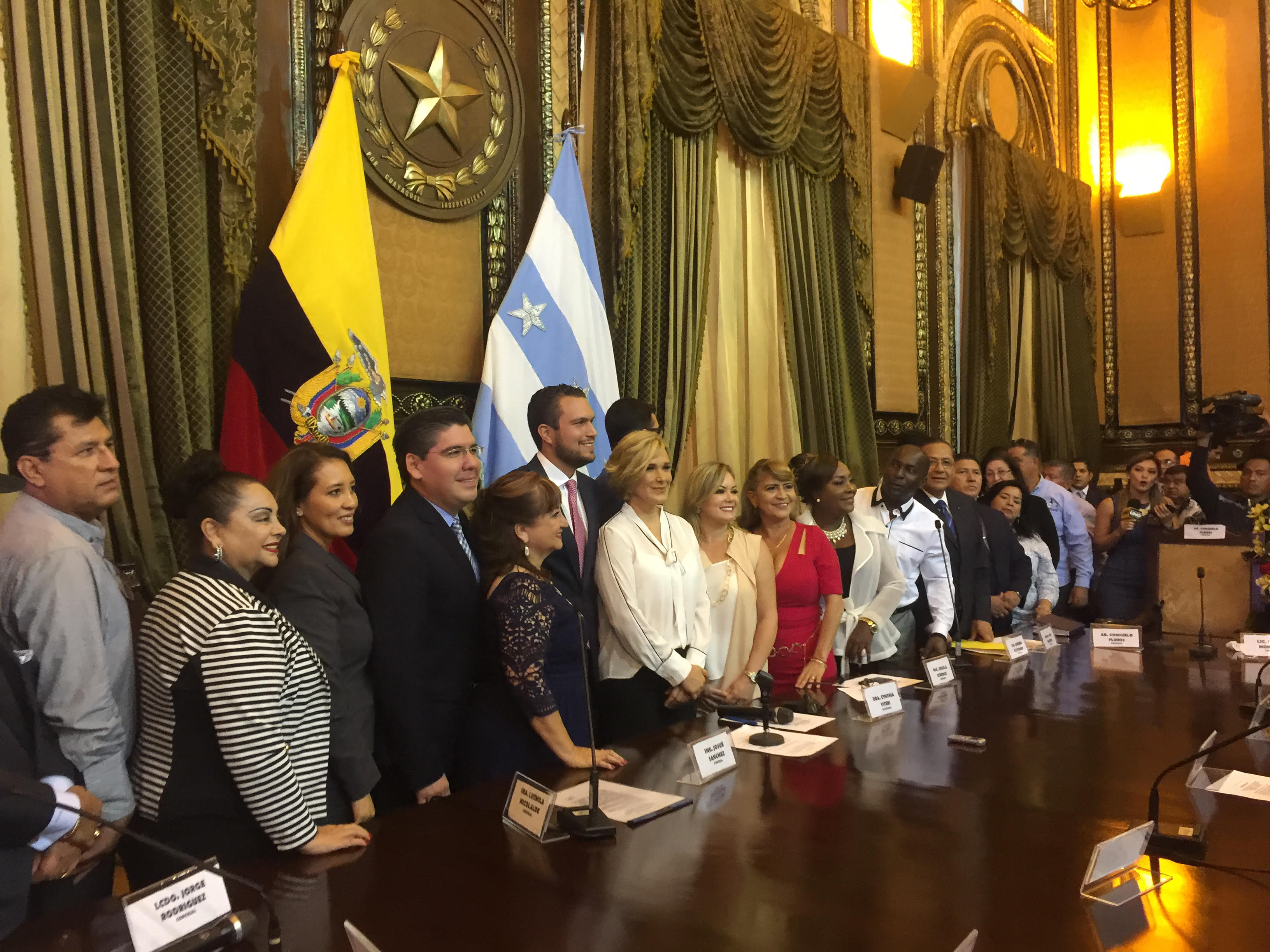
Viteri y su concejo cantonal el día de su posesión

Tras los comicios de las elecciones municipales de Guayaquil de 2019, Viteri resultó elegida como alcaldesa de Guayaquil para el período 2019-2023, con un porcentaje total de 53 % de los votos válidos en el proceso electoral que registró el mayor número de candidatos a tal dignidad en las últimas cinco décadas. La primera cifra que se conoció para contabilizar los votos adjudicados a Viteri tras culminar el proceso electoral fue la del Control Electoral del Partido Social Cristiano, quienes tras haber escrutado el 90 % de las copias de las actas que declaraban los votos válidos, mantenían la cifra del 53 % que la puso a la cabeza del conteo. El 25 de marzo, un día después de las elecciones y con el 98 % de actas oficiales escrutadas por el CNE, se extraoficializó la victoria de la candidatura de Viteri. Ella en rueda de prensa también declaró que su alcaldía en el período 2019-2023 contaría con 12 ediles de su mismo partido en el Concejo Cantonal de Guayaquil, que actuarán durante el período 2019-2023.
El 14 de mayo de 2019, cuando Jaime Nebot dejó la alcaldía tras 19 años consecutivos, se llevó a cabo el cambio de mando para dar paso a la posesión de Viteri como alcaldesa de Guayaquil.
Durante los primeros cien días de su gestión como burgomaestre guayaquileña, realizó acuerdos en temas de seguridad ciudadana, como el Acuerdo Nacional por la Seguridad que firmó con el Ministerio del Interior del Ecuador. En el tema de salud, inició el «Plan de prevención y erradicación de adicciones a las sustancias psicotrópicas y estupefacientes» a través de clínicas móviles en sectores populares de la ciudad.
En medio de la crisis sanitaria en Ecuador, debido a la enfermedad por coronavirus en marzo de 2020, ordenó la rehabilitación del Hospital Gineco-Obstétrico Enrique C. Sotomayor, para dar abasto a las necesidades de aislamiento y atención de los infectados con la COVID-19. Este hospital finalmente fue habilitado como centro de asistencia médica para pacientes que no hayan contraído la enfermedad, por recomendación del ministro de Salud, Juan Carlos Zevallos; finalmente fue transformado en el Hospital Bicentenario de Guayaquil, en donde se tratan adicciones y que, bajo convenio con la Universidad Espíritu Santo se convierte en un hospital docente.
El jueves 18 de marzo de 2020, confirmó que había contraído el virus mediante sus redes sociales, aunque esto no la imposibilitaría de realizar sus funciones como alcaldesa. Veintidós días más tarde, anunció finalmente que los exámenes médicos realizados por su médico confirmaban que se había recuperado de la COVID-19 y que se reintegraba a sus labores en territorio para verificar el avance de los planes de contingencia y habilitación de espacios de atención médica prioritaria para pacientes que no habían contraído la COVID-19.
En el transcurso de su alcaldía, lideró las celebraciones por el bicentenario de la independencia de Guayaquil, que finalmente se vieron restringidos en su mayoría por el distanciamiento social y las restricciones de aforo de eventos públicos por la pandemia de COVID-19. Durante el acto solemne oficial, declaró la inversión realizada por el Municipio de Guayaquil en atención médica y prevención, de fondos que habían sido previamente destinados para el Comité Bicentenario, y que ascienden a treinta y cinco millones de dólares para afrontar la crisis sanitaria.
En 2023 participó en las elecciones seccionales de Guayaquil como candidata a la reelección por el Partido Social Cristiano, donde alcanzó un 30,39% de los votos válidos, frente al 39,87% que obtuvo el candidato por el Movimiento Revolución Ciudadana, Aquiles Álvarez. Con ello culminará su periodo como Alcaldesa de Guayaquil el 14 de mayo del mismo año, y la continuidad del Partido Social Cristiano tras treinta años de administración de la municipalidad.